# UEFA Europsko futsalsko prvenstvo – Hrvatska 2012.

}}
UEFA Europsko futsalsko prvenstvo – Hrvatska 2012. godine održalo se u Hrvatskoj u veljači 2012. godine. 
Odluku da Hrvatski nogometni savez bude domaćin završnog turnira ovog natjecanja donio je Izvršni odbor UEFA-e na zasjedanju u Tel Avivu, 24. ožujka 2010. U konkurenciji za domaćinstvo bili su Belgija i Makedonija, dok je Slovenija povukla kandidaturu nekoliko mjeseci ranije.
Kvalifikacije su odigrane u proljeće 2011. godine, a na završnom turniru nastupilo je 12 futsalskih reprezentacija u 2 grada domaćina, u Areni Zagreb i Spaladium Areni u Splitu.

## Dvorane
| Dvorana   | Arena Zagreb | Spaladium Arena |
| --------- | ------------ | --------------- |
| Slika     |              |                 |
| Grad      | Zagreb       | Split           |
| Kapacitet | 15 024       | 10 931          |

## Reprezentacije na ždrijebu
U Zagrebu je 9. rujna 2010. održan ždrijeb koji je određen raspored natjecanja, u svečanosti ždrijeba su sudjelovali:
- Giorgio Marchetti, voditelj ždrijeba, UEFA-in direktor za natjecanja
- Davor Šuker
- Robert Jarni

Prije ždrijeba, reprezentacije su bile poredane u tri jakosne skupine. 
| 1. jakosna skupina                                                                       | 2. jakosna skupina           | 3. jakosna skupina                     |
| ---------------------------------------------------------------------------------------- | ---------------------------- | -------------------------------------- |
| Hrvatska (domaćin, smještena u A1) Španjolska (aktualni europski prvak) Italija Portugal | Rusija Češka Ukrajina Srbija | Azerbajdžan Slovenija Rumunjska Turska |

Nakon ždrijeba, momčadi su smještene u sljedeće skupine:
| Skupina A (Split)        | Skupina B (Zagreb)            | Skupina C (Split)     | Skupina D (Zagreb)          |
| ------------------------ | ----------------------------- | --------------------- | --------------------------- |
| Hrvatska Češka Rumunjska | Španjolska Ukrajina Slovenija | Italija Rusija Turska | Portugal Srbija Azerbajdžan |

## Suci
| Država     | Suci                         |
| ---------- | ---------------------------- |
| Austrija   | Gerald Bauernfeind           |
| Belgija    | Pascal Lemal                 |
| Hrvatska   | Danijel Janošević            |
| Cipar      | Petros Panayides             |
| Češka      | Karel Henych                 |
| Engleska   | Marc Birkett                 |
| Španjolska | Fernando Gutiérrez Lumbreras |
| Finska     | Timo Onatsu                  |

| Država    | Suci                          |
| --------- | ----------------------------- |
| Njemačka  | Stephan Kammerer              |
| Mađarska  | Gabor Kovacs                  |
| Italija   | Francesco Massini             |
| Poljska   | Sebastian Stawicki            |
| Portugal  | Eduardo Jose Fernandes Coelho |
| Rumunjska | Bogdan Sorescu                |
| Rusija    | Ivan Shabanov                 |
| Slovenija | Borut Šivic                   |

## Raspored natjecanja
Objašnjenje kratica kod tablica u skupinama:
- Momčad = naziv reprezentacije
- Uta. = broj odigranih utakmica u skupini
- Pob. = broj pobjeda
- Izj. = broj remija
- Por. = broj poraza
- Po. = broj postignutih pogodaka
- Pr. = broj primljenih pogodaka
- GR = gol-razlika
- Bod. = broj bodova

Objašnjenje boja u tablici skupina:
██ Momčad se plasirala za daljnji tijek natjecanja.
██ Momčad ispala iz daljnjeg natjecanja.

### Natjecanja po skupinama

#### Skupina A
| Momčad    | Uta. | Pob. | Izj. | Por. | Po. | Pr. | GR | Bod. |
| --------- | ---- | ---- | ---- | ---- | --- | --- | -- | ---- |
| Hrvatska  | 2    | 2    | 0    | 0    | 7   | 5   | +2 | 6    |
| Rumunjska | 2    | 1    | 0    | 1    | 4   | 3   | +1 | 3    |
| Češka     | 2    | 0    | 0    | 2    | 5   | 8   | -3 | 0    |

| 31. siječnja 2012. 21:00 |          |           |                                                                    |
| Hrvatska                 | 2:1      | Rumunjska | Spaladium Arena, Split Broj gledatelja: 8500 Sudac: Lemal, Birkett |
| Marinović 23' Grcić 35'  | Izvješće | Alpar 30' | Spaladium Arena, Split Broj gledatelja: 8500 Sudac: Lemal, Birkett |

| 2. veljače 2012. 18:30        |          |          |                                                                      |
| Rumunjska                     | 3:1      | Češka    | Spaladium Arena, Split Broj gledatelja: 2000 Sudac: Onatsu, Kammerer |
| Dobre 17' Ignat 34' Matei 37' | Izvješće | Belej 8' | Spaladium Arena, Split Broj gledatelja: 2000 Sudac: Onatsu, Kammerer |

| 4. veljače 2012. 20:30                            |          |                                                     |                                                                   |
| Češka                                             | 4:5      | Hrvatska                                            | Spaladium Arena, Split Broj gledatelja: 6000 Sudac: Coelho, Lemal |
| Belej 24' Kopecky 35' R. Mareš 37' Novak 38' (ag) | Izvješće | Grcić 9' Marinović 23' 38' Despotović 29' Novak 37' | Spaladium Arena, Split Broj gledatelja: 6000 Sudac: Coelho, Lemal |

#### Skupina B
| Momčad     | Uta. | Pob. | Izj. | Por. | Po. | Pr. | GR | Bod. |
| ---------- | ---- | ---- | ---- | ---- | --- | --- | -- | ---- |
| Španjolska | 2    | 2    | 0    | 0    | 8   | 3   | +5 | 6    |
| Ukrajina   | 2    | 1    | 0    | 1    | 7   | 7   | 0  | 3    |
| Slovenija  | 2    | 0    | 0    | 2    | 5   | 10  | -5 | 0    |

| 31. siječnja 2012. 19:00                |          |                      |                                                                        |
| Španjolska                              | 4:2      | Slovenija            | Arena Zagreb, Zagreb Broj gledatelja: 5806 Sudac: Sorescu, Bauernfeind |
| Miguelín 15' Aicardo 26' Torras 29' 30' | Izvješće | Fetič 17' Mordej 37' | Arena Zagreb, Zagreb Broj gledatelja: 5806 Sudac: Sorescu, Bauernfeind |

| 2. veljače 2012. 20:30                 |          |                                                         |                                                                        |
| Slovenija                              | 3:6      | Ukrajina                                                | Arena Zagreb, Zagreb Broj gledatelja: 2200 Sudac: Bauernfeind, Sorescu |
| Legchanov 27' (ag) Uršič 34' Čujec 38' | Izvješće | Klochko 6' Legchanov 8' 21' 29' Zhurba 10' Pavlenko 17' | Arena Zagreb, Zagreb Broj gledatelja: 2200 Sudac: Bauernfeind, Sorescu |

| 4. veljače 2012. 14:00 |          |                                           |                                                                        |
| Ukrajina               | 1:4      | Španjolska                                | Arena Zagreb, Zagreb Broj gledatelja: 3546 Sudac: Panayides, Janošević |
| Kike 32' (ag)          | Izvješće | Borja 4' Miguelín 16' Rafael Usín 18' 19' | Arena Zagreb, Zagreb Broj gledatelja: 3546 Sudac: Panayides, Janošević |

#### Skupina C
| Momčad  | Uta. | Pob. | Izj. | Por. | Po. | Pr. | GR | Bod. |
| ------- | ---- | ---- | ---- | ---- | --- | --- | -- | ---- |
| Rusija  | 2    | 1    | 1    | 0    | 7   | 2   | +5 | 4    |
| Italija | 2    | 1    | 1    | 0    | 5   | 3   | +2 | 4    |
| Turska  | 2    | 0    | 0    | 2    | 1   | 8   | -7 | 0    |

| 1. veljače 2012. 17:15   |          |          |                                                                      |
| Italija                  | 3:1      | Turska   | Spaladium Arena, Split Broj gledatelja: 1000 Sudac: Kammerer, Onatsu |
| Ippoliti 7' 30' Lima 37' | Izvješće | Erdal 2' | Spaladium Arena, Split Broj gledatelja: 1000 Sudac: Kammerer, Onatsu |

| 3. veljače 2012. 18:30 |          |                                                         |                                                                    |
| Turska                 | 0:5      | Rusija                                                  | Spaladium Arena, Split Broj gledatelja: 500 Sudac: Birkett, Kovacs |
|                        | Izvješće | Maevski 1' 24' Aziz Saglam 8' (ag) Fukin 21' Cirilo 22' | Spaladium Arena, Split Broj gledatelja: 500 Sudac: Birkett, Kovacs |

| 5. veljače 2012. 20:30 |          |                      |                                                                      |
| Rusija                 | 2:2      | Italija              | Spaladium Arena, Split Broj gledatelja: 1500 Sudac: Lumbreras, Šivic |
| Fukin 5' Sergeev 18'   | Izvješće | Lima 21' Fortino 31' | Spaladium Arena, Split Broj gledatelja: 1500 Sudac: Lumbreras, Šivic |

#### Skupina D
| Momčad      | Uta. | Pob. | Izj. | Por. | Po. | Pr. | GR | Bod. |
| ----------- | ---- | ---- | ---- | ---- | --- | --- | -- | ---- |
| Portugal    | 2    | 2    | 0    | 0    | 6   | 2   | +4 | 6    |
| Srbija      | 2    | 1    | 0    | 1    | 10  | 10  | 0  | 3    |
| Azerbajdžan | 2    | 0    | 0    | 2    | 9   | 13  | -4 | 0    |

| 1. veljače 2012. 21:00                                |          |              |                                                                      |
| Portugal                                              | 4:1      | Azerbajdžan  | Arena Zagreb, Zagreb Broj gledatelja: 2266 Sudac: Shabanov, Stawicki |
| Cardinal 3' Felipe 4' (ag) Marinho 26' Ricardinho 38' | Izvješće | Farajzade 7' | Arena Zagreb, Zagreb Broj gledatelja: 2266 Sudac: Shabanov, Stawicki |

| 3. veljače 2012. 20:30                                                    |          |                                                                         |                                                                     |
| Azerbajdžan                                                               | 8:9      | Srbija                                                                  | Arena Zagreb, Zagreb Broj gledatelja: 2324 Sudac: Stawicki, Massini |
| Felipe 1' 9' Farzaliyev 5' Dantas 11' 23' 32' Thiago 34' Bojović 39' (ag) | Izvješće | Bojović 6' 8' 29' 39' Rajčević 9' Kocić 22' 27' Lazić 23' Pavićević 37' | Arena Zagreb, Zagreb Broj gledatelja: 2324 Sudac: Stawicki, Massini |

| 5. veljače 2012. 14:00 |          |                                    |                                                                    |
| Srbija                 | 1:2      | Portugal                           | Arena Zagreb, Zagreb Broj gledatelja: 2282 Sudac: Henych, Shabanov |
| Ricardinho 32' (ag)    | Izvješće | Arnaldo Pereira 22' Pedro Cary 37' | Arena Zagreb, Zagreb Broj gledatelja: 2282 Sudac: Henych, Shabanov |

### Pregled natjecanja nakon skupina
|  | Četvrtfinale                        | Četvrtfinale                      |                                    |         | Polufinale   | Polufinale   |  |  | Finale                             | Finale |
|  |                                     |                                   |                                    |         |              |              |  |  |                                    |        |
|  | 6. veljače - Spaladium Arena, Split |                                   |                                    |         |              |              |  |  |                                    |        |
|  |                                     |                                   |                                    |         |              |              |  |  |                                    |        |
|  | Hrvatska                            | 4 (1)                             |                                    |         |              |              |  |  |                                    |        |
|  | Hrvatska                            | 4 (1)                             | 9. veljače - Arena Zagreb, Zagreb  |         |              |              |  |  |                                    |        |
|  | Ukrajina                            | 2 (1)                             |                                    |         |              |              |  |  |                                    |        |
|  | Ukrajina                            | 2 (1)                             | Hrvatska                           | 2       |              |              |  |  |                                    |        |
|  | 7. veljače - Spaladium Arena, Split |                                   | Hrvatska                           | 2       |              |              |  |  |                                    |        |
|  |                                     | Rusija                            | 4                                  |         |              |              |  |  |                                    |        |
|  | Rusija                              | Rusija                            | 4                                  | 2       |              |              |  |  |                                    |        |
|  | Rusija                              |                                   | 11. veljače - Arena Zagreb, Zagreb | 2       |              |              |  |  |                                    |        |
|  | Srbija                              | 1                                 |                                    |         |              |              |  |  |                                    |        |
|  | Srbija                              | 1                                 | Rusija                             | 1       |              |              |  |  |                                    |        |
|  | 6. veljače - Arena Zagreb, Zagreb   |                                   | Rusija                             | 1       |              |              |  |  |                                    |        |
|  |                                     | Španjolska                        | 3                                  |         |              |              |  |  |                                    |        |
|  | Rumunjska                           | Španjolska                        | 3                                  | 3       |              |              |  |  |                                    |        |
|  | Rumunjska                           | 9. veljače - Arena Zagreb, Zagreb |                                    | 3       |              |              |  |  |                                    |        |
|  | Španjolska                          | 8                                 |                                    |         |              |              |  |  |                                    |        |
|  | Španjolska                          | 8                                 | Španjolska                         | 1       | Treće mjesto | Treće mjesto |  |  |                                    |        |
|  | 7. veljače - Arena Zagreb, Zagreb   |                                   | Španjolska                         | 1       | Treće mjesto | Treće mjesto |  |  |                                    |        |
|  |                                     | Italija                           | 0                                  |         |              |              |  |  |                                    |        |
|  | Italija                             | Italija                           | 0                                  | 3       | Hrvatska     | 1            |  |  |                                    |        |
|  | Italija                             |                                   |                                    | 3       | Hrvatska     | 1            |  |  |                                    |        |
|  | Portugal                            | 1                                 |                                    | Italija | 3            |              |  |  |                                    |        |
|  | Portugal                            | 1                                 |                                    |         | 3            |              |  |  |                                    |        |
|  |                                     |                                   |                                    |         |              |              |  |  | 11. veljače - Arena Zagreb, Zagreb |        |
|  |                                     |                                   |                                    |         |              |              |  |  |                                    |        |

### Četvrtfinalne utakmice
| 6. veljače 2012. 21:00                             |                        |                                                        |                                                                        |
| Hrvatska                                           | 1:1 (4:2 nakon penala) | Ukrajina                                               | Spaladium Arena, Split Broj gledatelja: 9500 Sudac: Massini, Panayides |
| Ovsyannikov 18' (ag) Grcić p' Jelovčić p' Novak p' | Izvješće               | Chepornyuk 30' Kondratyuk Zhurba Pavlenko p' Legchanov | Spaladium Arena, Split Broj gledatelja: 9500 Sudac: Massini, Panayides |

| 6. veljače 2012. 18:30   |          |                                                                     |                                                                  |
| Rumunjska                | 3:8      | Španjolska                                                          | Arena Zagreb, Zagreb Broj gledatelja: 1576 Sudac: Kovacs, Coelho |
| Gherman 9' 15' Matei 25' | Izvješće | Torras 4' 20' 30' Aicardo 14' 27' Rafael Usín 17' Lin 30' Ortiz 38' | Arena Zagreb, Zagreb Broj gledatelja: 1576 Sudac: Kovacs, Coelho |

| 7. veljače 2012. 18:30 |          |               |                                                                       |
| Rusija                 | 2:1      | Srbija        | Spaladium Arena, Split Broj gledatelja: 2000 Sudac: Janošević, Henych |
| Fukin 29' Pula 34'     | Izvješće | Milosavac 25' | Spaladium Arena, Split Broj gledatelja: 2000 Sudac: Janošević, Henych |

| 7. veljače 2012. 21:00                        |          |                |                                                                    |
| Italija                                       | 3:1      | Portugal       | Arena Zagreb, Zagreb Broj gledatelja: 2215 Sudac: Šivic, Lumbreras |
| Arnaldo Pereira 21' (ag) Assis 30' Patias 38' | Izvješće | Ricardinho 25' | Arena Zagreb, Zagreb Broj gledatelja: 2215 Sudac: Šivic, Lumbreras |

### Polufinalne utakmice
| 9. veljače 2012. 18:30 |          |                                             |                                                                   |
| Hrvatska               | 2:4      | Rusija                                      | Arena Zagreb, Zagreb Broj gledatelja: 14300 Sudac: Šivic, Sorescu |
| Marinović 27' 37'      | Izvješće | Prudnikov 1' Cirilo 6' Abramov 16' Pula 21' | Arena Zagreb, Zagreb Broj gledatelja: 14300 Sudac: Šivic, Sorescu |

| 9. veljače 2012. 21:00 |          |         |                                                                     |
| Španjolska             | 1:0      | Italija | Arena Zagreb, Zagreb Broj gledatelja: 9200 Sudac: Kovacs, Fernandes |
| Aicardo 7'             | Izvješće |         | Arena Zagreb, Zagreb Broj gledatelja: 9200 Sudac: Kovacs, Fernandes |

### Utakmica za treće mjesto
| 11. veljače 2012. 18:30 |          |                                     |                                                                        |
| Hrvatska                | 1:3      | Italija                             | Arena Zagreb, Zagreb Broj gledatelja: 10017 Sudac: Lumbreras, Shabanov |
| Grcić 31'               | Izvješće | Assis 1' Honorio 26' Mammarella 39' | Arena Zagreb, Zagreb Broj gledatelja: 10017 Sudac: Lumbreras, Shabanov |

### Utakmica za pobjednika
| 11. veljače 2012. 21:00 |          |                          |                                                                      |
| Rusija                  | 1:3      | Španjolska               | Arena Zagreb, Zagreb Broj gledatelja: 7500 Sudac: Janošević, Massini |
| Pula 34'                | Izvješće | Lozano 40' 48' Amado 50' | Arena Zagreb, Zagreb Broj gledatelja: 7500 Sudac: Janošević, Massini |

## Konačni poredak
| Poredak | Momčad      |
| ------- | ----------- |
|         | Španjolska  |
|         | Rusija      |
|         | Italija     |
| 4       | Hrvatska    |
| 5       | Portugal    |
| 6       | Ukrajina    |
| 7       | Srbija      |
| 8       | Rumunjska   |
| 9       | Češka       |
| 10      | Azerbajdžan |
| 11      | Slovenija   |
| 12      | Turska      |